# Claud (Musiker)
Claud (bürgerlich Claudio Bucher, *1980 in St. Gallen) ist ein Schweizer Musikproduzent.

## Leben
Er ist Mitglied und Produzent der Schweizer Hip-Hop-Band Sektion Kuchikäschtli und ist darüber hinaus auch für andere Bands und Rapper als Produzent tätig, unter anderem für Breitbild, Baze, Curse, Gimma, Greis und Taz.
Als Musiker hat Claud nebst mit Sektion Kuchikäschtli auch verschiedene Projekte mit anderen Rappern realisiert. Hierzu zählen die beiden Alben Prestige (zusammen mit Curse, Greis und Taz) sowie Iisziit (zusammen mit Gimma), mit denen er jeweils in die Schweizer Hitparade gelangte. Seine Diskografie 2000–2014 enthält über 150 Einzeltitel in der Schweiz und in Deutschland.

## Diskographie (Auszug)
- 2000 -Remix L'idea giusto (Claud Remix) mit Vizioso (Most Records)
- 2002 -Remix Meilestei mit Sendak (Dialog Records)
- 2002 -Album Dorfgschichta mit Sektion Kuchikäschtli (Dialog Records)
- 2003 -Remix N-2 (Claud-Remix) mit Black Tiger (feat. Déborah) (Nation Records)
- 2004 -Album Nur So Am Randv mit Sektion Kuchikäschtli (Nation Records)
- 2005 -Album Préstige mit Taz / Greis / Claud / Curse (Musikvertrieb)
- 2005 -Album Sinnflut mit Curse (Sony BMG)
- 2006 -Single Struggle mit Curse (Sony BMG)
- 2006 -Single Hymnav mit Gimma (Sony BMG)
- 2007 -Album Affatanz mit Sektion Kuchikäschtli
- 2007 -Remix Golden Stairs (Claud Remix) mit Seven
- 2007 -Remix Heaven or Hell (Claud Remix) mit Joy Denalane (Sony BMG)
- 2008 -Album As Isch Nid Immer Alles Crazyv mit Breitbild
- 2008 -Single Freiheit mit Curse (Sony BMG)
- 2008 -Album Freiheit mit Curse (Sony BMG)
- 2008 -Album Iiszit mit Bucher&Schmid (Claud&Gimma)
- 2009 -Album 3 mit Greis (Musikvertrieb)
- 2010 -EP So Leid mit Greis (Musikvertrieb)
- 2012 - Album Me Love mit Greis (Sound Service)
- 2014 - Album Curse mit Curse (produziert mit Beatgees für Indie neue Welt/Groove Attack)

## Remixes
- 2007 European Music Awards Golden Stairs (Claud Remix) Seven (Nation Music)
- 2007 European Music Awards Heaven or Hell (Claud Remix) mit Joy Denalane (Sony BMG)
- 2009 European Music Awards So Leid (Claud Remix) Greis (Muve Recording)
- 2010 European Music Awards Sterne (Claud Remix) Manillio (Nation Music)
- 2010 European Music Awards How Could I Tell You (Claud Remix) Lunik (Sony BMG)
- 2011 Playground Commitment Rules (Claud Remix) Pablopolar (Sony Music Entertainment Switzerland)
- 2011 Something you Should Know (Claud Remix) (Dim Mak Records)
- 2011 Earthquakey People (Claud Remix) Steve Aoki (Dim Mak/Ultra)

## Nominierungen und Auszeichnungen
- 2004 Goldene Schallplatte für Nur so am Rand von Sektion Kuchikäschtli
- 2004 Nominierung Prix Walo in der Kategorie „Bester Newcomer“ (mit Sektion Kuchikäschtli)
- 2008 Nominierung Swiss Music Awards in der Kategorie „Best Videoclip National“ (mit Sektion Kuchikäschtli)
- 2009 Goldene Schallplatte für I gega d'Schwiiz von Gimma
- 2009 Gewinner Swiss Hip Hop Music Award in der Kategorie „Bester Produzent“
- 2010 Nominierung Swiss Music Awards in der Kategorie „Best Newcomer“ (mit Bucher & Schmid)
- 2013 Nominierung Swiss Music Awards in der Kategorie „Best Album Urban“ (mit Greis)
- 2010 MTV European Music Awards „Best Swiss Act“ mit So Leid Claud Remix
- 2010 Nominierung MTV European Music Awards als „Best European Act“